# Greek American AA
El Greek American Atlas Astoria, conocido comúnmente como New York Greek American, es un equipo de fútbol de los Estados Unidos que juega en la Cosmopolitan Soccer League.

## Historia
Fue fundado en el año 1941 en Nueva York por Tom Laris y es uno de los equipos más viejos de Estados Unidos y ha ganado la Lamar Hunt U.S. Open Cup en 4 ocasiones y es uno de 2 equipos en ganar el torneo 3 veces consecutivas, junto al Seattle Sounders de la MLS.
A nivel internacional ha participado en 4 torneos continentales, donde su mejor participación ha sido en la Copa de Campeones de la Concacaf del año 1968, donde fue eliminado en las Semifinales por el Toluca de México.

## Palmarés
- Lamar Hunt U.S. Open Cup: 4

1967, 1968, 1969, 1974
- Finalista: 1

1989
- Cosmopolitan Soccer League: 3

2004-05, 2007-08, 2008-2009

## Participación en competiciones de la Concacaf
- Copa de Campeones de la Concacaf: 4 apariciones

1968 - Semifinales
1970 - Segunda ronda
1986 - Primera ronda
1990 - Primera ronda

## Jugadores destacados
- George Athineos
- Peter Carr
- Santiago Formoso
- Giovanni Savarese
- Tibor Vigh